# Яніс Акуратерс
Яніс Акуратерс (латв. Jānis Akuraters, 13 січня 1876 — 25 липня 1937) — латвійський поет, письменник і політик. Один з ініціаторів заснування незалежної Латвії, учасник установчої сесії Народної ради 17 листопада 1918 року та проголошення акту незалежної Латвійської держави 18 листопада 1918 року. У 1926 році нагороджений орденом Трьох зірок, перший лауреат премії Батьківщини з літератури (1937).

## Біографія
Народився 13 січня 1876 року у Дігнайській парафії  Єкабпілського повіту у родині лісника. Здобувши освіту, склав іспити та працював вчителем у Елксні, Ірші (1898), Юмурді (1899—1901).
Деякий час мешкав у Москві, був слухачем лекцій юридичного факультету Московського університету (1903).
У 1904 році Я. Акуратерс  повернувся до Латвії. Свій найвідоміший вірш «З бойовим кличем на вустах» він присвятив трагічним подіям революції 1904—1905 років. Протягом 1905—1906 років був тричі заарештований та перебував у в'язниці. На початку червня 1907 року був засланий на Псковщину, звідки втік до Фінляндії, а потім, через Швецію до Норвегії. Перебуваючи в Осло написав книгу спогадів «Літо хлопчика-слуги» .
У 1908 році Я. Акуратерс повернувся до Латвії. У Першу світову війну служив у латиських стрілецьких полках, брав участь у Різдвяних боях.
Після розпаду Російської імперії, у 1918 року був обраний до Народної ради Латвії, брав активну участь у створенні Національного театру, очолював відділ письменництва та театру Міністерства освіти Латвії.
Помер 25 липня 1937 року у Ризі.

## Літературна діяльність
Перша публікація, поема «Зіма», вийшла у 1895 році у журналі «Austrums».

### Збірки віршів
- «Зоряні ночі» (1905)

- «На півночі» (1906)

- «Без притулку» (1907)

- «Айстри» (1909)

- «Влада серця» (1911)

- «Дні радощі» (1919)

- «Мереживо Сонця» (1920)

- «Латвійські балади» (1922)

- «Рожевий вітер» (1922)

- «Елегії» (1925)

### П'єси
- «Шукачі справедливості» (1902)

- «Ведмежі діти», «Донька короля» (1910)

- «Кільце Сонця» (1911)

- «В Курземе» (1914)

- «П'ять вітрів» (1922)

- «Срібний гай» (1924)

- «Єднаймося» (1926)

- «Безробітні», «Старий і молодий» (1934)

### Збірки оповідань
- «Від днів минулих» (1913)

- «Явлення» (1914)

- «Мрії та долі» (1919)

- «Обличчя друзів» (1920)

- «Тиша і світло» (1921)

- «Плем'я Ероса» (1923)

- «Початок життя» (1924)

- «Мрійники» (1927)

- «Батьківщина» (1930)

- «Біля воріт життя» (1933)

- «Друзі і роки» (1936)

### Романи
- «Петерс Данга» (1921)

- «Вогняні квіти» (1925)

## Українські переклади
- «Палаючий острів». — Луцьк: Твердиня, 2018. — 142 с. ISBN 978-617-517-298-8. Переклала Ліна Мельник
- «Літо юного наймита». — Львів: Апріорі, 2023. — 80 с. ISBN 978-617-629-522-8. Переклав Віктор Мельник